# آن الئونورا یورگنسن
آن الئونورا یورگنسن (دانمارکی: Ann Eleonora Jørgensen؛ زادهٔ ۱۶ اکتبر ۱۹۶۵) یک هنرپیشه اهل دانمارک است.
از فیلم‌ها یا برنامه‌های تلویزیونی که وی در آن نقش داشته است، می‌توان به زبان ایتالیایی برای مبتدی‌ها و جنایت اشاره کرد.
وی همچنین برندهٔ جوایزی همچون جایزه روبرت شده است.